# Ally Brooke
Allyson Brooke Hernandez (San Antonio, Teksas, 7. srpnja 1993.), javnosti poznatija kao Ally Brooke, američka je glazbenica. Bivša je članica poznate ženske grupe Fifth Harmony. U travnju 2019. objavila je memoar Finding Your Harmony.

## Rani život
Ally Brooke rođena je i odrasla u San Antoniju. Njezini roditelji, Patricia Castillo i Jerry Hernandez, bili su joj velika podrška od samog početka. Kada je imala samo 9 godina, nastupala je na školskim priredbama te na dobrotvornim i sportskim događajima. Ima i starijeg brata Brandona. Pohađala je osnovnu školu Cornerstone Christian u San Antoniju, a srednjoškolsko obrazovanje dovršila je kod kuće.

## Filmografija
| Godina        | Naziv                         | Uloga | Bilješka                                   |
| ------------- | ----------------------------- | ----- | ------------------------------------------ |
| 2012. – 2013. | The X Factor U.S.             | sebe  | 22 epizode (2012.), 1 epizoda (2013.)      |
| 2014.         | Faking It                     | sebe  | epizoda: The Ecstasy and the Agony         |
| 2015.         | Barbie:Life in the Dreamhouse | sebe  | epizoda: Sisters' Fun Day                  |
| 2016.         | The Ride                      | sebe  | epizoda: Fifth Harmony                     |
| 2018.         | Lip Sync Battle               | sebe  | epizoda: Fifth Harmony                     |
| 2018.         | Wild 'n Out                   | sebe  | epizoda: International Women's Day Special |
| 2018.         | Famous in Love                | sebe  | epizoda: Totes on a Scandal                |
| 2018.         | Sugar                         | sebe  | 1 epizoda                                  |

## Vanjske poveznice
- Službena stranica
- Službeni kanal na YouTubeu
- Službeni kanal na Spotifyu